# Atlas linguistique de la Corse
El Atlas lingüístico de Córcega (francés: Atlas linguistique de la Corse, ALC) es un proyecto de atlas lingüístico de Córcega dirigido por Jules Gilliéron. Contiene 799 mapas publicados en 1914 en cuatro fascículos cubriendo 44 puntos de encuesta visitados entre 1911 y 1912. Una parte de los datos recogidos no fueron publicados y se depositaron en la Biblioteca nacional de Francia. Completa el Atlas lingüístico de Francia.